# Byte Dance
Byte Dance Ltd. (kinesiska: 字节跳动; pinyin: Zìjié Tiàodòng), av företaget skrivet ByteDance Ltd., är ett kinesiskt IT-företag med huvudkontor i Peking och ett aktiebolag registrerat på Caymanöarna.
Byte Dance grundades 2012 av bland andra Zhang Yiming och Liang Rubo som utvecklade bland annat Tiktok och dess kinesiska motsvarighet Douyin. Företaget är också utvecklare av nyhetsplattformen Toutiao. I juni 2021 uppskattades Byte Dance ha 1,9 miljarder aktiva användare varje månad på alla sina plattformar.
Byte Dance har fått hård kritik från politiskt håll och flera länder har förslag om lagstiftning och reglering för att stävja övervakning från Kina.

## Historia

### Bakgrund
2009 byggde mjukvaruingenjören och entreprenören Zhang Yiming, med sin vän Liang Rubo, 99fang.com, en sökmotor för fastigheter. I början av 2012 hyrde de båda en lägenhet i Zhongguancun och började tillsammans med flera andra 99fang-anställda utveckla en app som skulle använda algoritmer för att nyheter skulle hitta användare, istället för tvärtom – appen skulle senare bli Toutiao. Senare samma år grundade Yiming och Liang Byte Dance.

### Lansering av de första apparna
I mars 2012 lanserade Byte Dance sin första app, kallad Neihan Duanzi (内涵段子, direkt översatt: "grundläggande skämt"). Appen hjälpte användare att sprida skämt, memes och roliga videos. När den kinesiska staten stängde ner Neihan Duanzi, 2018, hade den över 200 miljoner användare.
I augusti 2012 lanserade Byte Dance den första versionen av nyhets- och innehållsplattformen Toutiao (头条, direkt översättning: "rubriker"), som senare skulle bli företagets kärnprodukt.

### Expansion
I mars 2016 startade Byte Dance sin forskningsgren, Byte Dance AI Lab. Det leddes av Wei-Ying Ma, tidigare biträdande verkställande direktör för Microsoft Research Asia. Samma år utvecklade Byte Dance AI Lab och Peking University Xiaomingbot (张小明) ), en AI-bot som skrev nyhetsartiklar. 
Från slutet av 2016 till 2017 gjorde Byte Dance ett antal förvärv och nya produktlanseringar. I december 2016 investerade de i den indonesiska nyhetsrekommendationsplattformen BABE. Två månader senare, i februari 2017, förvärvade man Flipagram. Det slogs senare samman med Musical.ly och blev Tiktok, när Tiktok köptes i november 2017. Andra betydande köp var videoplattformen Hypstar (Vigo Video) i juli 2017 och News Republic från Cheetah Mobile i november 2017.
I december 2018 stämde Byte Dance den kinesiska tekniknyhetssajten Huxiu för ärekränkning efter att Huxiu rapporterat att Byte Dances indiskspråkiga nyhetsapp Helo spred falska nyheter.
I mars 2021 rapporterade Financial Times att Byte Dance var en del av en grupp kinesiska företag som hade som mål att distribuera teknik för att kringgå Apples integritetspolicy. Följande månad meddelade Byte Dance att de hade skapat en ny avdelning, BytePlus, för att distribuera appen Tiktok, men också för att andra kan distribuera liknande appar.
I augusti 2021 förvärvade Byte Dance Pico, en Oculus-liknande virtual reality-startup.
I juni 2022 rapporterade Financial Times om en kulturkrock på Byte Dances kontor i London som har lett till att stora delar av personalen lämnade.

## Företagsledning

### Ledning
Zhang Yiming var Byte Dances ordförande och VD från grundandet 2012 fram till 2021, då medgrundaren Liang Rubo tog över som VD.
Den 19 maj 2020 meddelade Byte Dance och Disney att Kevin Mayer, dåvarande chef för Disneys streamingverksamhet, skulle ansluta sig till Byte Dance. Från juni 2020 fram till sin avgång den 26 augusti 2020, var Kevin Mayer VD för Tiktok och COO för Byte Dance och rapporterade direkt till företagets VD Zhang Yiming.
2021 tog Shou Zi Chew, tidigare CFO för Xiaomi, över som Tiktoks vd.
Som med många kinesiska företag har Byte Dance en intern kommitté för det kinesiska kommunistpartiet (CCP) med vicepresident Zhang Fuping som företagets KKP-kommittésekreterare. 2018 sa Zhang Fuping att Byte Dance måste "vidarebefordra den korrekta politiska linjen, opinionsvägledning och värdeorientering till varje affärs- och produktlinje."

### Finansiering och ägande
Byte Dance ägs ekonomiskt av Kohlberg Kravis Roberts, SoftBank Group, Sequoia Capital, General Atlantic och Hillhouse Capital Group. I mars 2021 värderades Byte Dance till 250 miljarder dollar.
I april 2021 köpte China Internet Investment Fund – ett statligt bolag under Cyberspace Administration of China och China Media Group – 1 % av Byte Dances kinesiska enhet och placerade en regeringstjänsteman, Wu Shugang, i ledningsgruppen. The Economist, Reuters och Financial Times har beskrivit den kinesiska regeringens andel i Byte Dance som en gyllene aktie.

### Partnerskap
Byte Dances Kina-verksamhet har ett strategiskt partnerskap med det kinesiska ministeriet för offentlig säkerhet. Partnerskapet bygger på att Byte Dance ska arbeta med ministeriet för offentlig säkerhet angående ospecificerade "offlineaktiviteter".
Under 2018 hjälpte Byte Dance till att etablera Beijing Academy of Artificial Intelligence, ett initiativ som stöds av ministeriet för vetenskap och teknik och Pekings lokala styre.
Under 2019 bildade Byte Dance joint ventures med Beijing Time, en utgivare som kontrolleras av Pekings kommunala KKP-kommitté, och med Shanghai Dongfang, ett statligt medieföretag i Shanghai. År 2021 meddelade Byte Dance att dess partnerskap med Shanghai Dongfang aldrig hade varit i drift och att det skulle upplösas.

### Lobbying USA
Byte Dances lobbyinsatser i USA leds av Michael Beckerman. Enligt avslöjanden som lämnats in under Lobbying Disclosure Act har Byte Dance lobbat i USA:s kongress, Vita huset, handelsdepartementet, utrikesdepartementet och försvarsdepartementet. I februari 2023 beskrevs det hur  Byte Dance har spenderat mer än 13,4 miljoner dollar i lobbyverksamhet sedan det först rapporterades om betalning till lobbyister, 2019.
Byte Dances lobbyverksamhet har inkluderat anlitning av K&L Gates, LGL Advisors och andra företag för att påverka lagförslag i USA, så som United States Innovation and Competition Act, American Innovation and Choice Online Act och den årliga National Defense Authorization Act. I mars 2023 rapporterade Politico att Byte Dance anlitat SKDK för att lobba mot ett förbud mot Tiktok i USA.

## Produkter

### CapCut
CapCut släpptes i april 2020 och är en videoredigeringsprogramvara för nybörjare. I mars 2023 rapporterades det att CapCut har mer än 200 miljoner aktiva användare varje månad, och enligt The Wall Street Journal laddades den ner mer än Tiktok-appen i mars 2023. Precis som Tiktok är Capcut förbjudet i Indien.

### Douyin
Appen Douyin ( kinesiska: 抖音; pinyin: Dǒuyīn), som tidigare hette A.me, lanserades september 2016 och är en kinesisk version av Tiktok. Applikationen är en videoplattform för sociala medier som skiljer sig från sin internationella motsvarighet genom att också ha mer avancerade funktioner, såsom e-handel. Tiktok och Douyin har nästan samma användargränssnitt men ingen tillgång till varandras innehåll. Deras servrar är var och en baserad på den marknad där respektive app är tillgänglig.

### Lark
Lark lanserades 2019 och är Byte Dances företagssamarbetsplattform. Lark utvecklades ursprungligen som ett internt verktyg och blev Byte Dances primära interna kommunikations- och samarbetsplattform, men gjordes så småningom tillgängligt för externa användare på vissa marknader.

### Tiktok
Tiktok lanserades i september 2017 och är en social nätverkstjänst för videodelning som används för att göra kortformade videor, från genrer som dans, komedi och utbildning. Den 9 november 2017 förvärvades det Shanghai-baserade sociala medier start-upen Musical.ly för 1 miljard USD. Byte Dance slog ihop Musical.ly med det tidigare förvärvet Flipagram till Tiktok, den 2 augusti 2018. Den sammanslagna appen behöll namnet Tiktok.

### Toutiao
Toutiao ( kinesiska: 今日头条; pinyin: Jīnrì Tóutiáo), lanserades i augusti 2012 och började som en nyhetsrekommendationsmotor och utvecklades gradvis till en plattform som levererar innehåll i olika format, såsom texter, bilder, inlägg med frågor och svar, mikrobloggar och videor.
I januari 2014 skapade företaget "Toutiaohao" (头条号) en ny plattform för att locka fler innehållsskapare. Senare under året lade den till videofunktioner. Toutiao använde intressebaserad och decentraliserad distribution för att hjälpa innehållsskapare att hitta en publik.
2017 köpte Toutiao Flipagram. 

### Xigua
Initialt lanserad som Toutiao Video, 2016, Xigua Video ( kinesiska: 西瓜视频; pinyin: Xīguā shìpín    ) är en videodelningsplattform som har användarskapade korta och mellanlånga videor som även producerar film- och tv-innehåll.

### Nuverse
Nuverse, som ursprungligen lanserades 2019, var ett videospelsförlag. Det första spelet som lanserades utanför Kina var Warhammer 40 000: Lost Crusade 2021. Under 2021 blev Moonton ett dotterbolag till Nuverse, efter att ha vunnit en budgivning mot Tencent.

## Övervaknings- och censurkritik
Byte Dance har återkommande uppmärksammats för att de övervaka användare och gör integritetsintrång samt anklagelser om att företaget samarbetar med det kinesiska kommunistpartiet (KKP) för att censurera innehåll på dess plattformar som rör kränkningar av mänskliga rättigheter i Xinjiang och andra ämnen som KKP tycker är känsliga. Oro har också väckts över de potentiella konsekvenserna av Kinas nationella underrättelselag och cybersäkerhetslag på Byte Dance och dess anställda.

## Statlig reglering

### Kina
I april 2018 beordrade Kinas statliga medieregulator, National Radio and Television Administration (NRTA), att tjänsterna Toutiao och Neihan Duanzi tillfälligt skulle tas bort från kinesiska appbutiker. NRTA anklagade Neihan Duanzi särskilt för att vara värd för "vulgärt" och "olämpligt" innehåll och för att "utlösa starka känslor av förbittring bland internetanvändare". Följande dag meddelade Neihan Duanzi att den skulle stängas ner permanent. Som svar på avstängningen publicerade grundaren Yiming ett brev där han medgav att appen "inte stod i proportion till socialistiska kärnvärden" och lovade att Byte Dance skulle "fördjupa samarbetet ytterligare" med myndigheterna för att främja deras politik. Efter avstängningen meddelade Byte Dance att de skulle ge företräde åt medlemmar av det kinesiska kommunistpartiet i sina anställningar och öka sina censurmoderaratorer från 6 000 till 10 000 anställda.
I november 2019 beordrades Byte Dance av Cyberspace Administration of China (CAC) att ta bort "förtal" om kommunistledaren Fang Zhimin från Toutiao. I april 2020 beordrades Byte Dance av CAC att ta ner sin kontorsapp, Lark, eftersom det kunde användas för att kringgå internetcensur. I januari 2021 bötfällde kinesiska tillsynsmyndigheter Byte Dance för att ha spridit "vulgär information". I april 2021 var Byte Dance bland 13 onlineplattformar som den kinesiska centralbanken beordrade att efterfölja stränga data- och finansiella regler. Banken uppgav att Byte Dance måste genomföra omfattande självrannsakan så att de följer landets lagar. I maj 2021 uppgav CAC att Byte Dance hade ägnat sig åt olaglig datainsamling och missbruk av personlig information.
I mars 2021 bötfällde Kinesiska statens förvaltning för marknadsreglering ett dotterbolag till Byte Dance för brott mot konkurrenslagar.
I april 2022 meddelade Byte Dance att de skulle rapportera användare på Toutiao och Douyin som ägnade sig åt en "historisk nihilism" som motsa KKP:s officiella historia.
I november 2022, under covid-19-protesterna 2022 i Kina, uppmanade Byte Dance av CAC att intensifiera sin censur av protesterna.

### Indien
Med hänvisning till nationella säkerhetsfrågor förbjöd den indiska regeringen Tiktok tillsammans med 58 andra kinesiska appar den 29 juni 2020. Förbudet gjordes permanent i januari 2021. I mars 2021 frös den indiska regeringen Byte Dances bankkonton i landet för påstådd skatteflykt, vilket Byte Dance bestred.

### Taiwan
I december 2022 tillkännagav Taiwans Mainland Affairs Council att de inlett en utredning av Byte Dance, misstänkt för att driva ett illegalt dotterbolag i landet.

### USA

#### Federal Trade Commissions åtgärd
Den 27 februari 2019 bötfällde Federal Trade Commission (FCC) Tiktok på 5,7 miljoner USD för att ha samlat in information från minderåriga under 13 år i strid med Children's Online Privacy Protection Act i USA. Byte Dance lade senare till ett läge för endast barn till Tiktok som blockerar uppladdning av videor, användarprofiler, direktmeddelanden och kommentering av andras videor, samtidigt som det tillåter visning och inspelning av innehåll.
I juni 2022 beskrev FCC-kommissionär Brendan Carr Byte Dance som "underställd" den kinesiska regeringen och att det "enligt lag måste följa [kinesiska regeringens] övervakningskrav." Carr uppmanade Apple och Google att ta bort Tiktok från sina respektive appbutiker. Amerikanska senatorerna Mark Warner och Marco Rubio efterlyste också en FCC-utredning av Tiktok och Byte Dance.

#### Presidentens verkställande order
Den 3 augusti 2020 krävde USA:s president Donald Trump att Byte Dance skulle hitta en amerikansk köpare för appen Tiktok innan den 15 september. Han utfärdade sedan en verkställande order som skulle förbjuda Tiktok från att verka i landet om den inte säljs av Byte Dance inom 45 dagar.
Den 7 augusti 2020 släppte Byte Dance ett uttalande som svar på den verkställande ordern som förbjöd amerikanska företag och individer att göra affärer med det, och hotade att tillgripa det amerikanska rättssystemet för att få "rättvis behandling". Den 14 augusti 2020 utfärdade Trump en verkställande order om att Byte Dance skulle avyttra all amerikansk Tiktok-verksamhet inom 90 dagar. Den 28 augusti 2020 meddelade det kinesiska handelsministeriet och det kinesiska ministeriet för vetenskap och teknik att all försäljning av Byte Dances teknologi till utländska företag är en fråga om "nationell säkerhet" och skulle kräva ett förhandsgodkännande.

#### FBI-utredning
I mars 2023 rapporterade Forbes att det amerikanska justitiedepartementet och Federal Bureau of Investigation inlett en utredning av Byte Dance angående dess påstådda övervakning av journalister. Företagets chefsjurist erkände att Byte Dance-anställda felaktigt hade tillgång till användardata från journalister på BuzzFeed News och Financial Times, och företaget uppgav att det inledde en intern utredning angående otillbörlig åtkomst och att de skulle samarbeta med statliga utredningar.